# Vaidas Baumila
Vaidas Jacob Baumila (ur. 28 marca 1987 w Wilnie) – litewski piosenkarz.
Reprezentant Litwy podczas 60. Konkursu Piosenki Eurowizji (2015).

## Życiorys

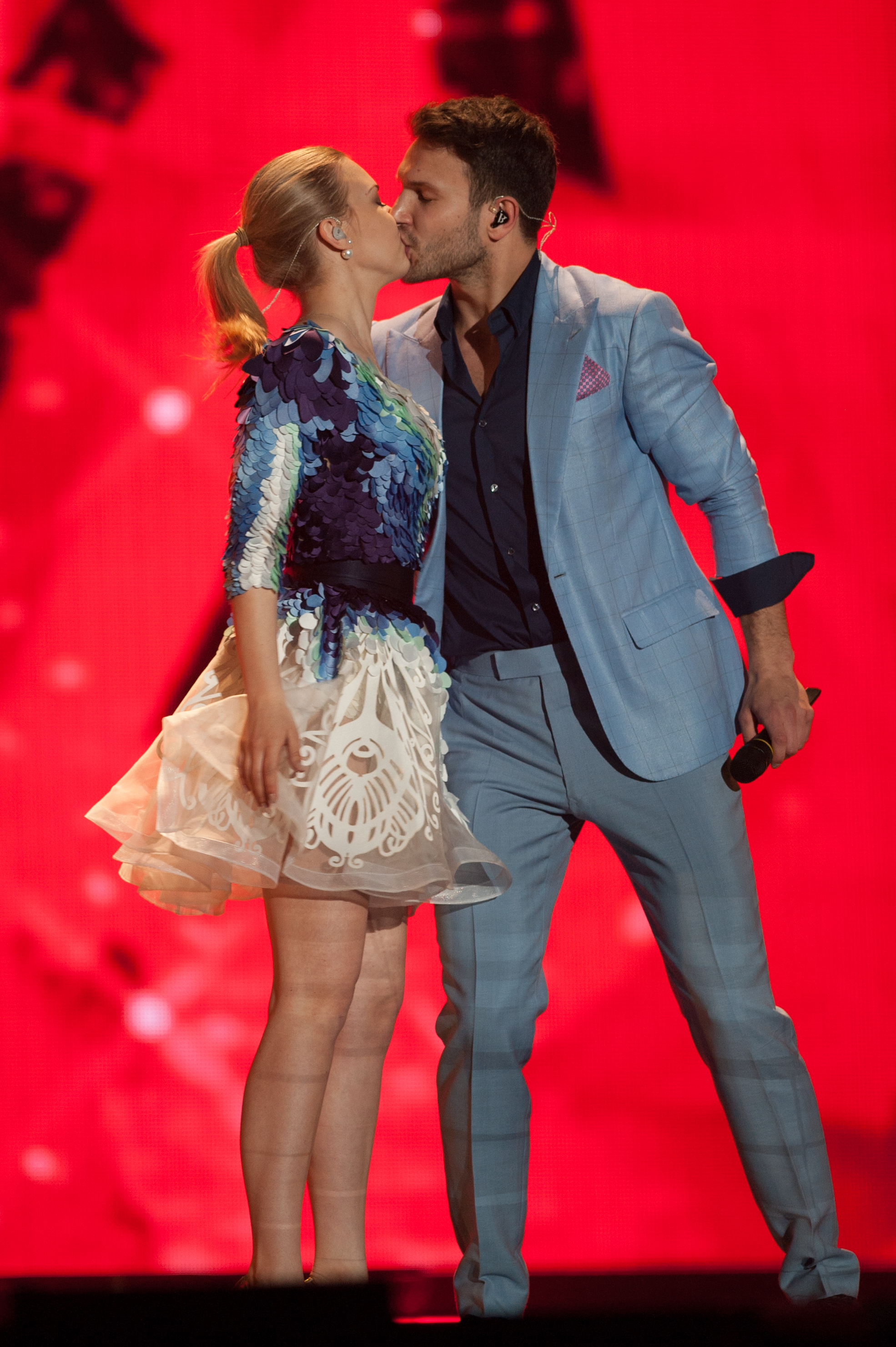
Vaidas Baumila i Monika Linkytė podczas prób do występu w 60. Konkursie Piosenki Eurowizji w Wiedniu, maj 2015

W 2005 rozpoczął działalność muzyczną, uczestnicząc w muzycznym reality show Dangus, w którym zajął trzecie miejsce. Po udziale w programie wydał debiutancki album studyjny pt. Ką tu mėgsti?.
W 2007 wydał drugi album pt. Išklausyk, który promował utworem „Music Is My Soul”. Po wydaniu płyty odebrał nagrodę „Radiocentro 2008” dla najlepszego wykonawcy. W latach 2008–2009 uczestniczył w programie Žvaigždžių duetai, w jednej edycji partnerował Violetcie Buožytė, a w kolejnej występował z przedsiębiorcą Daurą Zenkevičiūte. W 2009 ukończył studia w Konserwatorium Litewskim na kierunku muzyki klasycznej pod opieką prof. Vytautasa Juozapaitisa. W 2011 kontynuował studia w jednym z uniwersytetów w Szkocji.
W styczniu 2014 zagrał epizodyczną rolę w filmie Valentinas už 2rų. Pod koniec lipca wydał minialbum pt. Live Session, na którym umieścił zapis dźwiękowy kilku utworów wykonanych na żywo. W grudniu został ogłoszony jednym z uczestników programu „Eurovizijos” dainų konkurso nacionalinė atranka, pomyślnie przechodził przez kolejne etapy eliminacji i dotarł do finału, w którym zajął pierwsze miejsce za wykonanie piosenki „This Time” w duecie z Moniką Linkytė, dzięki czemu zostali reprezentantami Litwy podczas 60. Konkursu Piosenki Eurowizji organizowanego w Wiedniu. 21 maja 2015 otworzyli drugi koncert półfinałowy konkursu i awansowali do rozgrywanego 23 maja finału, w którym zajęli 18. miejsce. Podczas występów na wizji pocałowały się trzy pary, w tym Baumila i Lindyke, a także chórzyści: dwaj mężczyźni i dwie kobiety, co było szeroko komentowane w Internecie. Jak przyznali wykonawcy podczas jednej z konferencji prasowych, homoseksualnymi pocałunkami na scenie chcieli „przekazać wiadomość, że Litwa integruje się z Europą i chce równych praw dla wszystkich”. Jeszcze przed udziałem w konkursie wydał trzeci album studyjny pt. Iš naujo.
W październiku 2020 weźmie udział w drugiej edycji programu rozrywkowego LRT Šok su žvaigžde.

## Dyskografia

### Albumy
| Rok  | Album                                                                                         | Najwyższa pozycja na liście |
| Rok  | Album                                                                                         | LTU                         |
| ---- | --------------------------------------------------------------------------------------------- | --------------------------- |
| 2006 | Ką tu mėgsti? - Wydany: 2006 - Format: CD                                                     | X                           |
| 2007 | Išklausyk - Wydany: 2007 - Format: CD                                                         | X                           |
| 2015 | Iš naujo - Wydany: 1 stycznia 2015 - Wytwórnia: Vilnius Arts - Format: CD, digital download   | X                           |
| 2020 | Milijonai - Wydany: 16 kwietnia 2020 - Wytwórnia: Vilnius Arts - Format: CD, digital download | 38                          |

### Minialbumy (EP)
- Live Session (2014)

### Single
| Rok                                                      | Tytuł                            | Najwyższe pozycje na listach | Najwyższe pozycje na listach | Album     |
| Rok                                                      | Tytuł                            | LTU                          | AUT                          | Album     |
| -------------------------------------------------------- | -------------------------------- | ---------------------------- | ---------------------------- | --------- |
| 2015                                                     | „This Time” (z Moniką Linkytė)   | X                            | 59                           | Iš naujo  |
| 2015                                                     | „Ant Mašinos Stogo”              | X                            | –                            | Milijonai |
| 2016                                                     | „Panama”                         | X                            | –                            | Milijonai |
| 2016                                                     | „Dviese” (z Moniqué)             | X                            | –                            | Milijonai |
| 2017                                                     | „Tai Buvai Tu”                   | X                            | –                            | Milijonai |
| 2018                                                     | „Suknelė”                        | X                            | –                            | Milijonai |
| 2018                                                     | „Šalta”                          | –                            | –                            | Milijonai |
| 2019                                                     | „Būk Kantri”                     | –                            | –                            | Milijonai |
| 2019                                                     | „Milijonai” (z JUSTÉ)            | –                            | –                            | Milijonai |
| 2020                                                     | „Galingi” (z Sofiją)             | –                            | –                            | Milijonai |
| 2020                                                     | „Meilės sezonas”                 | –                            | –                            | TBA       |
| 2020                                                     | „Mergaitė” (gościnnie: Mark Les) | –                            | –                            | TBA       |
| 2021                                                     | „Laikas Keistis”                 | –                            | –                            | TBA       |
| 2021                                                     | „Kunigunda”                      | 1                            | –                            | TBA       |
| 2021                                                     | „Demonai” (z Omertą)             | –                            | –                            | TBA       |
| „–” oznacza, że singel nie był notowany na danej liście. |                                  |                              |                              |           |